# Carlo Gesualdo
Carlo Gesualdo da Venosa (8. března 1566 Venosa – 8. září 1613 tamtéž)[zdroj?] byl italský renesanční šlechtic, hudebník a skladatel.

## Život
Narodil se v aristokratické rodině ve Venose, osamělém městečku asi 130 km východně od Neapole a od dětství se věnoval hudbě. Hrál výborně na klavichord, loutnu a kytaru. O jeho raném životě není mnoho známo. Roku 1586 si vzal svou sestřenici Marii d'Alvalos, dceru markýze z Pescary, s níž měl dva syny. Marie se o dva roky později zamilovala do Fabrizia Caraffy a dva roky to před manželem tajila, i když se o jejím poměru mluvilo. Až 16. října 1590 ji Gesualdo přistihl ve svém paláci v Neapoli in flagranti a s pomocí služebníků oba v posteli zabil. Mrtvoly nechal ležet před palácem na ulici. Jako šlechtic nemohl být souzen, ale podrobná vyšetřovací dokumentace se zachovala s množstvím otřesných podrobností. Pak odjel do Venosy, protože se obával krevní msty.[zdroj?]
Kolem roku 1594 se Gesualdo oženil podruhé, s Leonorou d'Este a odjel do jejího domova Ferrary, kde bylo tehdy významné hudební středisko, zejména madrigalového zpěvu. Tam žil asi dva roky, věnoval se hudbě a uveřejnil své první madrigaly. Roku 1597 se vrátil se ženou do Venosy, kde se obklopil vynikajícími zpěváky a hudebníky. Nikam nevycházel a věnoval se pouze hudbě. Jeho nejslavnější a nejobtížnější skladby vyšly v Neapoli v roce 1603 a 1611. Ani s druhou ženou nevycházel dobře a když si na něho stěžovala, rodina d'Este se snažila vyjednat rozvod. Leonora trávila stále více času u bratra v Modeně a Gesualdo jí psal rozzlobené dopisy. Roku 1600 zemřel jeho syn z druhého manželství a Gesualdo patrně propadal depresím a výčitkám svědomí. Denně se údajně nechával bičovat svým sluhou a neustále se snažil získat ostatky svého strýce, svatého Karla Boromejského, od něhož si sliboval pomoc. Tři týdny po smrti nejstaršího syna z prvního manželství zemřel osamělý ve Venose a byl pochován v kostele Gesu nuovo v Neapoli.[zdroj?]
Dramatický Venosův příběh byl už za jeho života široce publikován, psal o něm například básník Torquato Tasso a mnozí další. Postava geniálního šílence na osamělém zámku přitahovala také pozornost romantiků a k příběhu se připojily pověsti o tom, že zabil i jednoho ze synů nebo snad v obraně svého tchána, které se však nepotvrdily.[zdroj?]

## Dílo
Venosa se živě účastnil hudebního života své doby a stýkal se s mnoha hudebníky, které také ovlivnil a kteří si ho vážili. Jeho originální a expresivní hudba s častým užíváním disonancí a chromatiky později upadla v zapomenutí. Od konce 19. století se však těšila a těší velké pozornosti, jak o tom svědčí i nadšený článek v Ottově slovníku. Psal o něm například Anatole France a Aldous Huxley přirovnal jeho hudbu ke skladbám Arnolda Schönberga. Igor Stravinský napsal roku 1960 Monumentum pro Gesualdo (Pomník Gesualdovi) a následovala řada dalších skladatelů. O Venosově životě bylo napsáno několik oper a objevil se v různých filmech.[zdroj?]
Za svého života vydal šest svazků madrigalů (1594–1596 Ferrara, 1611 Gesualdo), pětihlasé Sacraae cantiones (1603) a šestihlasé velikonoční Tenebrae responsories (1611). Řada dalších skladeb se patrně ztratila. U nás se jeho interpretací zabýval hlavně Miroslav Venhoda s Pražskými madrigalisty.